# 天神川駅
天神川駅（てんじんがわえき）は、広島県広島市南区東駅町にある、西日本旅客鉄道（JR西日本）山陽本線の駅である。
線路名称上では山陽本線単独駅であるが、運転系統上呉線の列車も乗り入れる。駅番号は山陽本線がJR-G02、呉線がJR-Y02。

## 概要
当駅は、ダイヤモンドシティ（現 イオンモール）が設置費用4億4千万円を負担し、ダイヤモンドシティソレイユ（現 イオンモール広島府中）の開業に合わせて新設された。
駅名は一般公募によるもので、駅近くを流れる暗渠となった川の名から採っている。公募結果の1位は安芸府中であったが、6位の天神川が採用された。

## 歴史
- 2004年（平成16年）

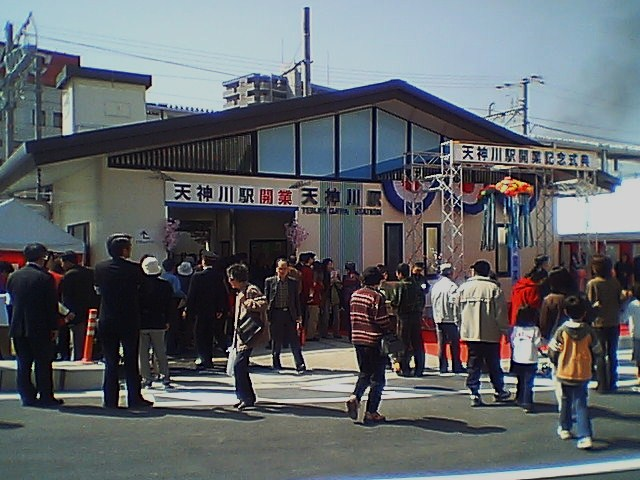
開業時の写真
（2004年3月13日）

  - 3月13日：JR山陽本線の向洋駅 - 広島駅間に新設開業する[1][2][3]。
  - 10月16日：呉線のデータイムに運転される快速「安芸路ライナー」の停車駅となる。
- 2007年（平成19年）
  - 4月21日：西条・呉・三原方面改札口に自動改札機が導入される。
  - 4月26日：広島方面改札口に簡易自動改札機を導入[注釈 1]。
  - 9月1日：ICカード「ICOCA」の利用が可能となる。
- 2012年（平成24年）
  - 3月17日：快速「安芸路ライナー」の停車駅変更により、同列車の通過駅に戻る。
- 2020年（令和2年）
  - 5月17日：みどりの窓口の営業を終了。
  - 5月18日：みどりの券売機プラスの稼働開始。なお、西条・呉方面の改札業務時間は変更されていない。
  - 9月：駅ナンバリングが導入され、使用を開始[5][6]。

## 駅構造

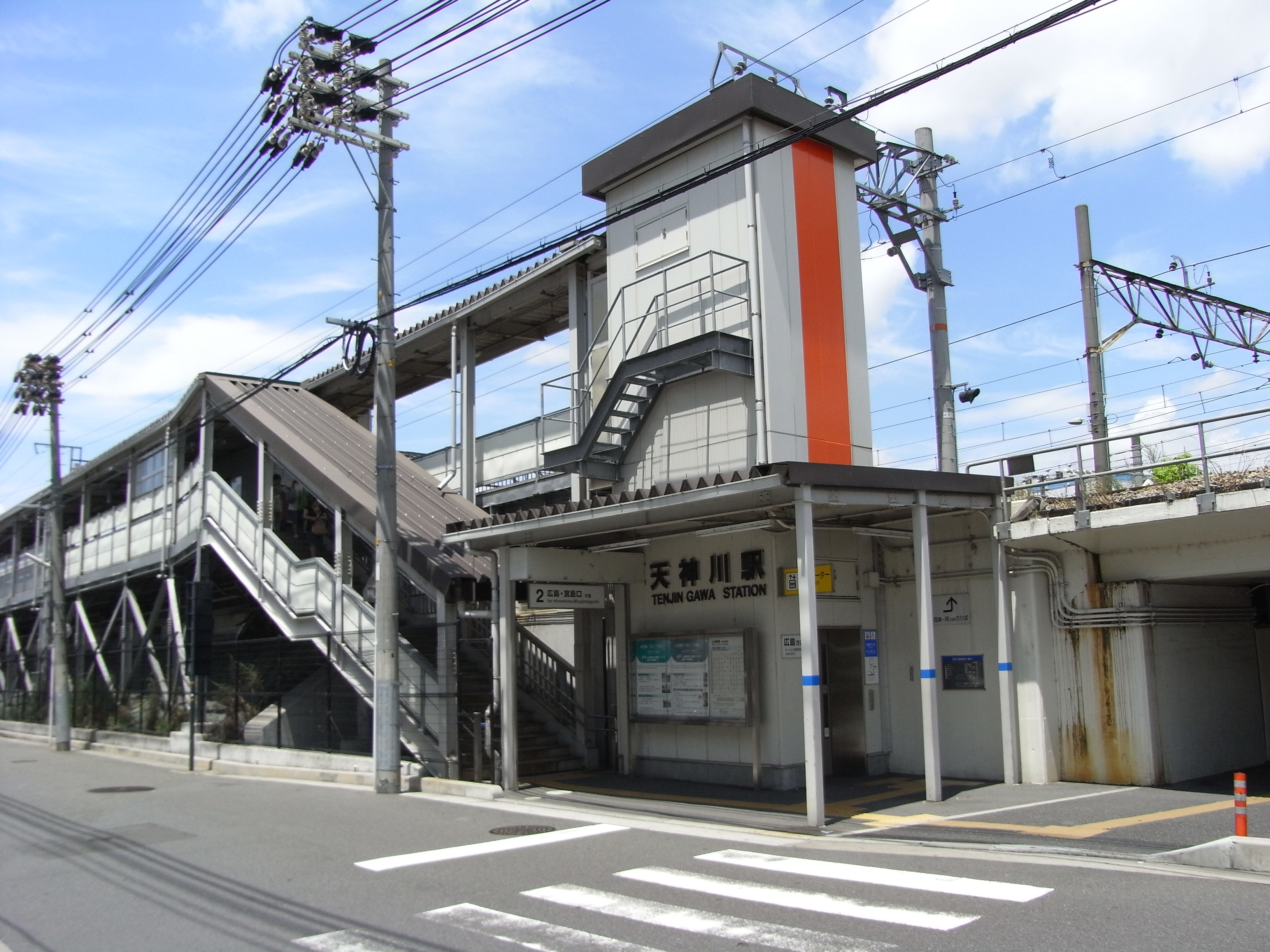
西口（2008年7月）

旅客線のみに相対式2面2線のホームを持つ地上駅である。分岐器や絶対信号機を持たないため、停留所に分類される。改札口はホームより低位置にある。ICOCA利用可能駅（相互利用可能ICカードはICOCAの項を参照）。JRの特定都区市内制度における「広島市内」（）の駅である。

### 駅舎
- 簡易地平駅舎方式
- 2004年（平成16年）落成

### コンコース内
- 改札口
- みどりの券売機プラス（西条・呉・三原方面改札口前）営業時間：5:30-23:00
- 自動券売機5台（広島・岩国方面…2台　西条・三原・呉方面…3台）
- 自動改札機4台（広島・岩国方面…2台　西条・三原・呉方面…2台）
- トイレ1箇所（上り駅舎にあり、改札を通らなければ使用できない）
- エレベーター2台（広島・岩国方面…1台[コンコース外]　西条・三原・呉方面…1台）

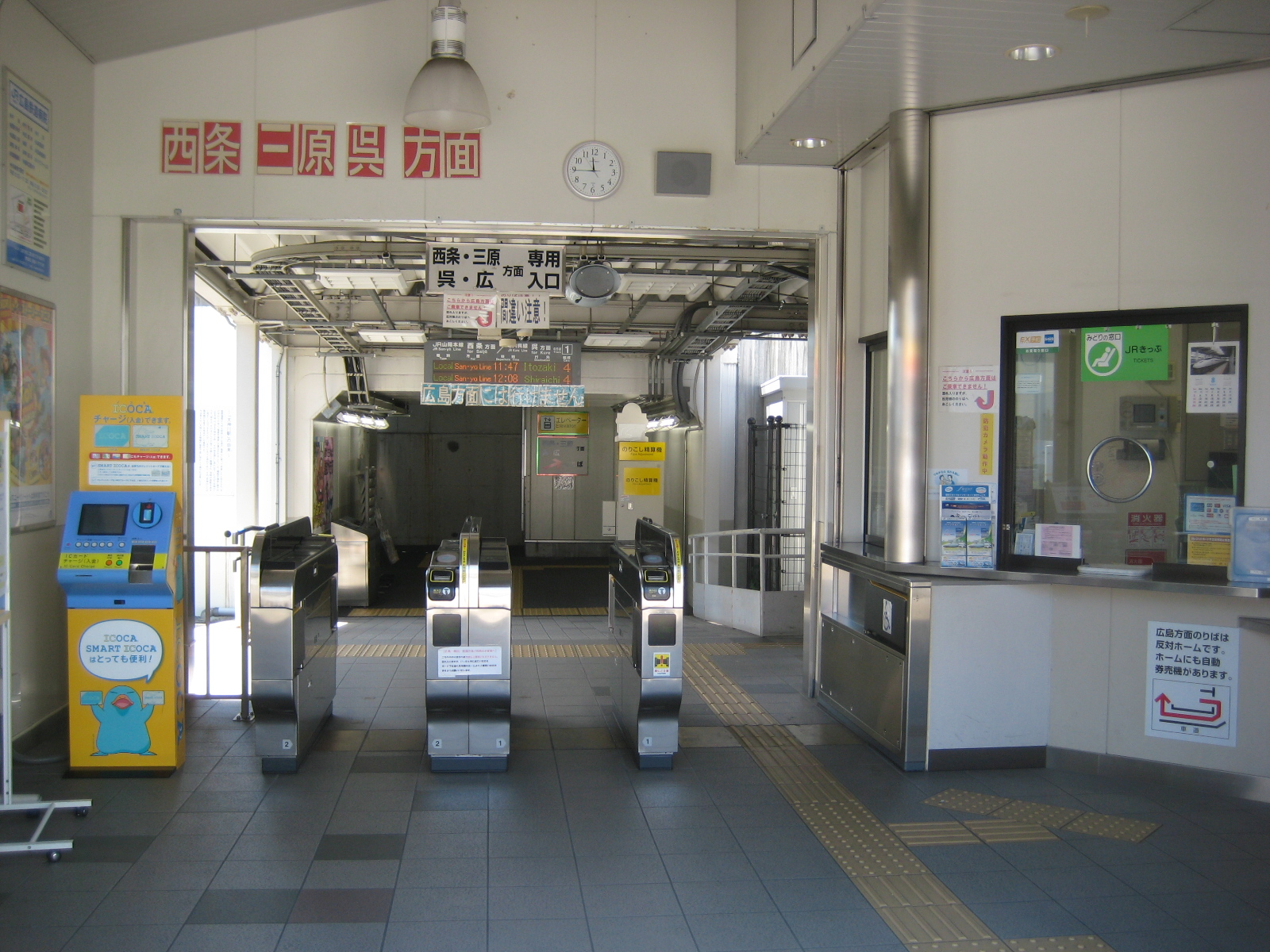
東口改札（2012年8月）
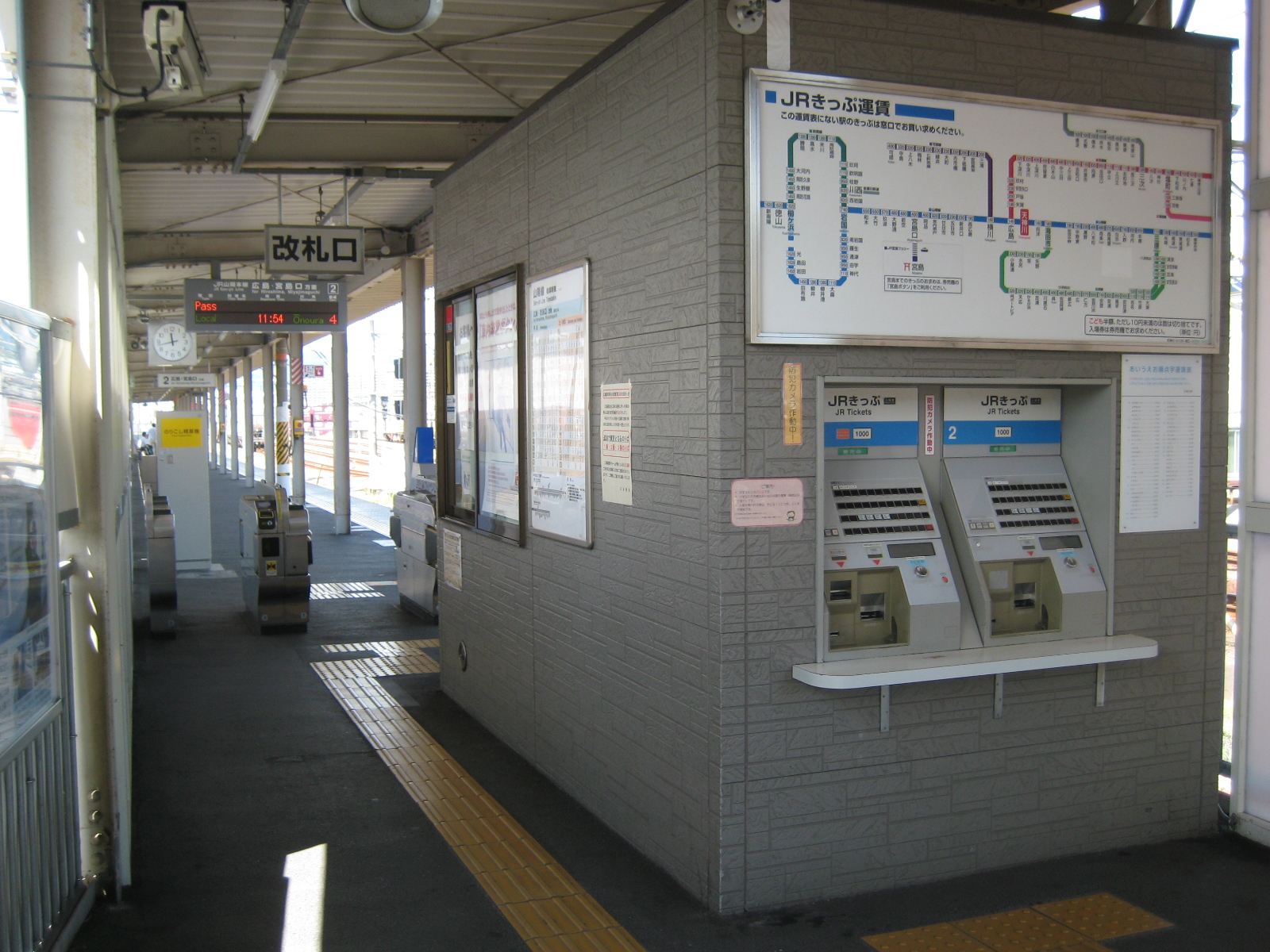
西口改札（2012年8月）

### 構内
間に広島貨物ターミナル駅関連の線路を多数挟み上下線のホームが離れているため、当駅は「西条・呉方面改札口」（北側）と「広島方面改札口」（南側）に分かれており、改札内での互いの行き来はできない（西条・呉方面改札口に、『こちらから広島方面は利用できません』の看板が設置されている）。両改札口間は、当駅東側にある線路下ガードのトンネル内歩道を歩く。この歩道は、車道であったものを当駅開業に合わせて歩道に転用したものであり、車道はその横に新設された。
本駅舎とみどりの券売機プラスは西条・呉方面改札口にある。JR西日本中国交通サービスによる業務委託駅であり、早朝・深夜無人（係員配置時間帯は6:30-22:00）となる。

### のりば
| のりば     | 路線                   | 方向 | 行先                   |
| ---------- | ---------------------- | ---- | ---------------------- |
| 1 （北側） | 山陽本線               | 上り | 西条・三原方面         |
| 1 （北側） | 呉線                   | 上り | 呉・広方面             |
| 2 （南側） | 山陽本線 （ 呉線含む） | 下り | 広島・岩国・宮島口方面 |

## ダイヤ
データイムは1時間あたり山陽線4本、呉線1本の計5本、広島方面は1時間あたり5本の運行となっている。朝夕のラッシュ時間帯は運行本数が増加する。なお、呉線の「安芸路ライナー」、山陽線・呉線の「通勤ライナー」、山陽線の「シティライナー」は当駅に停車しない。

## 利用状況
- 以下の情報は、広島市統計書に基づいたデータである[注釈 2]。

| 年度                | 1日平均 乗車人員 |
| ------------------- | ---------------- |
| 2003年（平成15年）  | 5,428            |
| 2004年（平成16年）  | 6,346            |
| 2005年（平成17年）  | 7,639            |
| 2006年（平成18年）  | 8,389            |
| 2007年（平成19年）  | 9,030            |
| 2008年（平成20年）  | 9,290            |
| 2009年（平成21年）  | 9,300            |
| 2010年（平成22年）  | 9,411            |
| 2011年（平成23年）  | 9,522            |
| 2012年（平成24年）  | 9,592            |
| 2013年（平成25年）  | 9,629            |
| 2014年（平成26年）  | 9,577            |
| 2015年（平成27年）  | 10,032           |
| 2016年（平成28年）  | 10,599           |
| 2017年（平成29年）  | 10,707           |
| 2018年（平成30年）  | 10,345           |
| 2019年（令和 元年） | 10,551           |
| 2020年（令和02年）  | 8,323            |
| 2021年（令和03年）  | 7,891            |
| 2022年（令和04年）  | 8,457            |
| 2023年（令和05年）  | 8,908            |

乗車数グラフ

## 駅周辺
駅構内まで広島貨物ターミナル駅のコンテナ置き場や広島運転所の車両置き場、広島機関区蟹屋派出の車両置き場及び仕業検査場が伸びている。
当駅は広島市南区の北東端に位置しており、すぐ北側は広島市東区および安芸郡府中町である。東側は府中大川を挟んで府中町域である。

### 北側
駅の北側（東口、北口、西条・呉方面改札口）の駅周辺
- 天神川（暗渠化されているため地上からは見えない）
- イオンモール広島府中
  - 広島バルト11（ティ・ジョイ、TOHOシネマズ共同事業体）
- デイリーヤマザキ広島天神川駅前店
- 広島県道84号東海田広島線
- 広島高速2号線 府中出入口
- 広島竹原ボクシングジム（竹原慎二プロデュース、実父が経営）
- 府中町役場
- 成通スーパーハリウッド矢賀店
- 芸備線矢賀駅（徒歩約20分）
- ユアーズ 府中店

### 南側
駅の南側（西口、南口、広島方面改札口）の駅周辺
- MAZDA Zoom-Zoom スタジアム広島（徒歩約15分）
- コストコホールセール 広島倉庫店
- UCC上島珈琲中四国支社
- 広島県道164号広島海田線
- 広島高速2号線 大州出入口
- 広島市大州ポンプ場
- 中国電機製造
- テンパール工業
- マツダ北門
- マツダ体育館
- 広島市立大州中学校
- 広島市立大州小学校

### バス路線
天神川駅（西条・呉方面改札口）から北へ約300mの広島県道84号東海田広島線沿いに天神川駅北（イオンモール広島府中前）バス停があり、広電バス・つばきバスが発着している。
天神川駅北（イオンモール広島府中前）バス停（広島駅方面）
- 2 （広電バス） - 八丁堀・県庁前方面
- つばきバス（北エリア右回り・北エリア左回り・南エリア右回り・南エリア左回り） - イオンモール広島府中行き

天神川駅北（イオンモール広島府中前）バス停（府中町各方面）
- 2 （広電バス） - 府中山田・府中ニュータウン・府中永田方面
- つばきバス（北エリア右回り・北エリア左回り・南エリア右回り・南エリア左回り） - 府中町各方面

## 隣の駅
西日本旅客鉄道（JR西日本）
 山陽本線・ 呉線（呉線は海田市駅まで山陽本線）
■快速「シティライナー」・■快速「通勤ライナー」・■快速「安芸路ライナー」
通過
■普通
向洋駅 (JR-G03/JR-Y03) - 天神川駅 (JR-G02/JR-Y02) - 広島駅 (JR-G01/JR-Y01)
- 当駅 - 広島駅間に、貨物駅の広島貨物ターミナル駅があるが、当駅から直接入線することはできない。入線するには海田市駅から貨物専用線を経由する必要がある。